# Suhi Vrh, Prevalje
Suhi Vrh je naselje v Občini Prevalje.